# Mistrzostwa Świata w Kolarstwie Torowym 1961
58. Mistrzostwa Świata w Kolarstwie Torowym odbyły się w dniach 27 sierpnia–13 września 1961 w szwajcarskim Zurychu. Rozegrano sześć konkurencji dla mężczyzn: sprint, wyścig na dochodzenie i wyścig ze startu zatrzymanego zarówno dla zawodowców jak i amatorów oraz dwie konkurencje dla kobiet: sprint i wyścig na dochodzenie.

## Medaliści

### Kobiety
| Konkurencja                        | Złoto              | Srebro              | Brąz                   |
| ---------------------------------- | ------------------ | ------------------- | ---------------------- |
| Sprint indywidualny                | Galina Jermołajewa | Walentina Maksimowa | Jean Dunn              |
| Wyścig indywidualny na dochodzenie | Yvonne Reynders    | Beryl Burton        | Marie-Thérèse Naessens |

### Mężczyźni
| Konkurencja                                   | Złoto                   | Srebro            | Brąz            |
| --------------------------------------------- | ----------------------- | ----------------- | --------------- |
| Sprint indywidualny amatorów                  | Sergio Bianchetto       | Giuseppe Beghetto | Ron Baensch     |
| Wyścig indywidualny na dochodzenie amatorów   | Henk Nijdam             | Jacob Oudkerk     | Marcel Delattre |
| Wyścig ze startu zatrzymanego amatorów        | Leendert van der Meulen | Siegfried Wustrow | Georg Stoltze   |
| Sprint indywidualny zawodowców                | Antonio Maspes          | Michel Rousseau   | Jos De Bakker   |
| Wyścig indywidualny na dochodzenie zawodowców | Rudi Altig              | Willy Trepp       | Leandro Faggin  |
| Wyścig ze startu zatrzymanego zawodowców      | Karl-Heinz Marsell      | Paul Depaepe      | Max Meier       |

## Klasyfikacja medalowa
| Miejsce | Państwo         |   |   |   | Razem |
| ------- | --------------- | - | - | - | ----- |
| 1.      | Włochy          | 2 | 1 | 1 | 4     |
| 2.      | Holandia        | 2 | 1 | 0 | 3     |
| 3.      | RFN             | 2 | 0 | 1 | 3     |
| 4.      | Belgia          | 1 | 1 | 2 | 4     |
| 5.      | ZSRR            | 1 | 1 | 0 | 2     |
| 6.      | Francja         | 0 | 1 | 1 | 2     |
|         | Szwajcaria      | 0 | 1 | 1 | 2     |
|         | Wielka Brytania | 0 | 1 | 1 | 2     |
| 9.      | NRD             | 0 | 1 | 0 | 1     |
| 10.     | Australia       | 0 | 0 | 1 | 1     |